# موسوعة مسائل الجمهور في الفقه الإسلامي
موسوعة مسائل الجمهور في الفقه الإسلامي هو موسوعة من جزئين في الفقه الإسلامي على مذهب الجمهور من تَأِلْيف الدكتور: محمد نعيم محمد هاني ساعي أستاذ الفقه وأصوله - الجامعة الأمريكية المفتوحة الولَايات المتحدَة.

## الوصف
يصنف الكتاب في دائرة اهتمام الطلبة والباحثين المهتمين بالدراسات الفقهية؛ حيث يندرج ضمن نطاق تخصص علوم أصول الفقه والتخصصات قريبة الصلة من العقيدة والحديث والسيرة النبوية وغيرها من فروع العلوم الشرعية.
ويعتبر الكتاب سابقة علمية في ميدان الفقه والعمل الموسوعي؛ فهو أول عمل تأليفي يبرز أهمية مذهب الجمهور ومكانته وأثره في الفقه الإسلامي وغيره من علوم الإسلام وفنونه، تضمنت هذه الموسوعة أمهات مسائل الشريعة والفقه الإِسلامي التي قال بها جمهور العلماء من أئمة السلف ابتداء بعصر الصحابة والتابعين وانتهاء بآخر عصر الأئمة المجتهدين.
في الموسوعة الكثير من مسائل الإجماع: الإجماع «المتفق عليه» الإجماع المدعى أهمية اتفاق أكثر أهل العلم أو «قول الجمهور»، مضاعفة للفائدة، وإثراء للمعلومة، وليجتمع للقارئ أصل الفقه وفرعه. رتبت مسائل الموسوعة ترتيبا فقهيا مع التحقيق والتعليق، وصيغت بأسلوب جزل سهل، يجمع بين عبق الماضي ورح العصر، واستقت مادتها من أهم وأكبر مصادر الفقه الإسلامي. ليس في هذه الموسوعة من المسائل إلا ما تعم به البلوى وتشد إليه الحاجة مما يجعلها مرجعا موثقا للأئمة والمفتين والباحثين والدارسين على حد سواء. هذه الموسوعة تأريخ وتجديد لتراث الجيل الفريد من أئمة وفقهاء السلف، وإحياء لذكرهم، وبعث لروح أخلاقهم العلمية الفذة.